# Super Bowl XIII
Super Bowl XIII je bio završna utakmica 59. po redu sezone nacionalne lige američkog nogometa. U njoj su se sastali pobjednici NFC konferencije Dallas Cowboysi i pobjednici AFC konferencije Pittsburgh Steelersi. Pobijedili su Steelersi rezultatom 35:31, te tako osvojili svoj treći naslov prvaka.
Utakmica je odigrana na stadionu Orange Bowl u Miamiju u Floridi, kojem je to bilo peto domaćinstvo Super Bowla, prvo nakon Super Bowla X 1976. godine.

## Tijek utakmice
| Četvrtina | Vrijeme | Momčad | Informacija o promjeni rezultata                                                       | Rezultat | Rezultat |
| Četvrtina | Vrijeme | Momčad | Informacija o promjeni rezultata                                                       | Cowboys  | Steelers |
| --------- | ------- | ------ | -------------------------------------------------------------------------------------- | -------- | -------- |
| 1         | 9:47    | PIT    | touchdown dodavanjem (Bradshaw-Stallworth), uspješan pokušaj za dodatni poen (Gerela)  | 0        | 7        |
| 1         | 0:00    | DAL    | touchdown dodavanjem (Staubach-Hill), uspješan pokušaj za dodatni poen (Septien)       | 7        | 7        |
| 2         | 12:08   | DAL    | touchdown nakon osvojenog fumblea (Hegman), uspješan pokušaj za dodatni poen (Septien) | 14       | 7        |
| 2         | 10:25   | PIT    | touchdown dodavanjem (Bradshaw-Stallworth), uspješan pokušaj za dodatni poen (Gerela)  | 14       | 14       |
| 2         | 0:26    | PIT    | touchdown dodavanjem (Bradshaw-Bleier), uspješan pokušaj za dodatni poen (Gerela)      | 14       | 21       |
| 3         | 2:36    | DAL    | field goal (Septien)                                                                   | 17       | 21       |
| 4         | 7:10    | PIT    | touchdown probijanjem (Harris), uspješan pokušaj za dodatni poen (Gerela)              | 17       | 28       |
| 4         | 6:51    | PIT    | touchdown dodavanjem (Bradshaw-Swann), uspješan pokušaj za dodatni poen (Gerela)       | 17       | 35       |
| 4         | 2:27    | DAL    | touchdown dodavanjem (Staubach-DuPree), uspješan pokušaj za dodatni poen (Septien)     | 24       | 35       |
| 4         | 0:22    | DAL    | touchdown dodavanjem (Staubach-Johnson), uspješan pokušaj za dodatni poen (Septien)    | 31       | 35       |

## Statistika utakmice

### Statistika po momčadima
| Statistika                                                      | Dallas Cowboys | Pittsburgh Steelers |
| --------------------------------------------------------------- | -------------- | ------------------- |
| Prvih pokušaja                                                  | 20             | 19                  |
| Ukupno osvojenih jardi                                          | 330            | 357                 |
| Broj napada probijanjem                                         | 32             | 24                  |
| Ukupno jardi osvojenih probijanjem                              | 154            | 66                  |
| Broj napada s kompletiranim dodavanjem/ukupno napada dodavanjem | 17/30          | 17/30               |
| Ukupno jardi osvojenih dodavanjem                               | 176            | 291                 |
| Izgubljenih lopti                                               | 3              | 3                   |
| Prekršaji (izgubljenih jardi)                                   | 9 (89)         | 5 (35)              |
| Vrijeme posjeda lopte (min:s)                                   | 26:18          | 33:42               |

### Statistika po igračima
| Quarterback          | Dodavanja* | Yds** | TD*** | Int**** |
| -------------------- | ---------- | ----- | ----- | ------- |
| Roger Staubach (DAL) | 17/30      | 228   | 3     | 1       |
| Terry Bradshaw (PIT) | 17/30      | 318   | 4     | 1       |

Napomena: * - broj kompletiranih dodavanja/ukupno dodavanja, ** - ukupno jardi dodavanja, *** - broj touchdownova (polaganja), **** - broj izgubljenih lopti